# Le Poët-Sigillat
Le Poët-Sigillat é uma comuna francesa na região administrativa de Auvérnia-Ródano-Alpes, no departamento de Drôme. Estende-se por uma área de 15,36 km². Em 2010 a comuna tinha 128 habitantes (densidade: 8,3 hab./km²).